# Francisque Sarcey

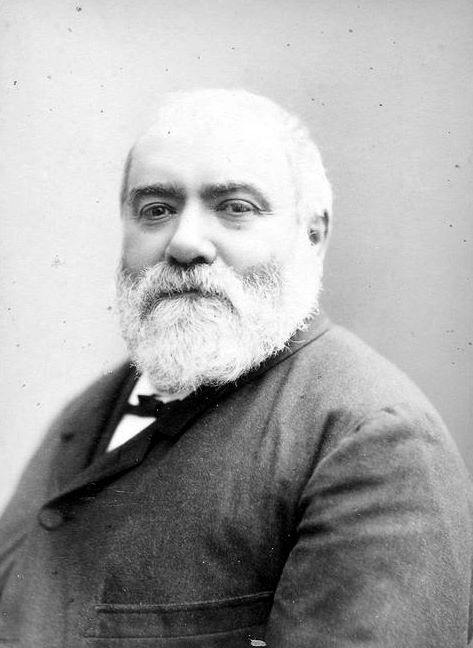
Francisque Sarcey, fotograferad av Eugène Pirou.

Francisque Sarcey, född den 8 oktober 1827 i Dourdan, död den 16 maj 1899 i Paris, var en fransk skriftställare.
Sarcey genomgick École normale och anställdes som lärare i landsorten, men på grund av fritänkeri utsattes han för förföljelse och tog avsked 1858 samt ägnade sig åt journalistik. Han hade debuterat i "Le Figaro", där han skrivit med bifall mottagna skildringar från landsorten under pseudonymen Satané Binet; sedan medarbetade han i många tidningar. Redan 1859 hade han funnit sitt egentliga område: teaterkritiken, som han först skrev i "L’opinion nationale", sedan, från 1867 till sin död, i "Le temps", under vilken tid han uppnådde sin största ryktbarhet och enastående auktoritet. Han vann denna genom ovanlig kännedom om scenens fordringar och dramats teknik, genom hänsynslös ärlighet och godmodig öppenhet, genom sunt förstånd och humoristisk framställning, vilken i hög grad slog an på den bredare publiken, men för övrigt förskaffade honom sympati inom alla kretsar. Han anslog gärna en personlig ton, talade om sin närsynthet och andra sina egenheter och var över huvud borgerlig till sin person, sitt uppträdande och i sina omdömen - stundom alltför borgerlig; därav benämningen "onkel Sarcey". 
Han hade också stor framgång som föreläsare. Publiken följde med spänd uppmärksamhet den korpulente, godmodige gamle herrn med de livliga gesterna, som talade så kvickt och rättframt om allt möjligt, med många målande uttryck, inte alltid korrekt, men alltid klart och alltid själv djupt övertygad om sanningen av vad han hade att meddela. Man uppmanade honom ofta att samla sina teaterartiklar, men han avböjde det, då han ansåg, att han inte haft tillräcklig tid att fila dem. Han utgav därför ett relativt fåtal arbeten, nämligen: Le mot et la chose (1862; 2:a upplagan 1882), Le nouveau seigneur du village (1862), Le bilan de l'année 1868 (1869), Le siége de Paris (1871), Étienne Moret (1876), Le piano de Jeanne (samma år), Comédiens et comédiennes (1878-84), Les miséres d’un fonctionnaire chinois (1882), Gare à vos yeux (1884), Souvenirs de jeunesse (samma år), Souvenirs d’âge mur (1892), Comment je devins conférencier (1893-94), Paris vivant (1893), Grandeur et décadence de Minon-Minette (1895).